# Station Tisbury
Tisbury is een spoorwegstation van National Rail in Tisbury, Salisbury in Engeland. Het station is eigendom van Network Rail en wordt beheerd door South Western Railway. 